# 格拉斯鎮區 (印地安納州斯潘塞縣)
格拉斯鎮區（英語：Grass Township）是位於美國印地安納州斯潘塞縣的一個行政鎮區。

## 地方資料
根據2010年美國人口普查的數據，格拉斯鎮區的面積為118.30平方千米，當中陸地面積為117.50平方千米，而水域面積為0.80平方千米。當地共有人口1241人，而人口密度為每平方千米10.49人。